# Mount Vernon (New York)
Pour les articles homonymes, voir Mount Vernon (homonymie).
Mount Vernon est une cité (city) du comté de Westchester dans l'État de New York, aux États-Unis. Située au sud du comté, elle est limitrophe de la ville de New York.

## Géographie
Mount Vernon est la troisième plus grande municipalité du comté de Westchester, et la plus densément peuplée. D'après le Bureau du recensement des États-Unis, la superficie totale de la cité est de 15,8 km2, dont 11 km2 de terre.
Mount Vernon est délimitée au nord par Bronxville et Eastchester, à l'est par Pelham et Pelham Manor (dont elle est séparée par la rivière Hutchinson), au sud par New York (Bronx) et à l'est par Yonkers, dont elle est séparée par la Bronx River.

## Patrimoine
- L'église de la Trinité, construite en 1857.

## Personnalités liées à la communauté
- Arthur Leonard Schawlow (1921-1999), physicien américain et lauréat du prix Nobel de physique de 1981 pour la spectroscopie laser.
- Lynn Conway (1938-2024), une informaticienne à l'origine du VLSI.
- Denzel Washington (1954-), acteur né à Mount Vernon.
- DMX (1970-2021), de son vrai nom Earl Simmons, un rappeur et acteur américain.